# 리튬 코발트 산화물
리튬 코발트 산화물(Lithium cobalt oxide)은 리튬 이온 전지의 양극부분에 자주 쓰이는 리튬 화합물이다. LiCoO2의 화학식을 가지고 있다. 리튬 이산화코발트의 부패는 산소를 생성한다.